# Фурман Микола Корнійович
Микола Корнійович Фурман (16 жовтня 1915, село Данюки, тепер Хмельницького району Хмельницької області — ?) — український радянський партійний діяч, 2-й секретар Вінницького обкому КПУ. Депутат Верховної Ради УРСР 5-го, 7—8-го скликань. Член Ревізійної комісії КПУ в 1966—1976 роках.

## Біографія
Після закінчення Одеського педагогічного інституту працював до червня 1941 року директором школи у селі Дзигівка Ямпільського району Вінницької області. Під час німецько-радянської війни був евакуйований у східні райони СРСР.
Член ВКП(б) з 1941 року.
Після повернення з евакуації у 1944—1948 роках був 2-м секретарем,  а у 1948—1950 роках — 1-м секретарем Тростянецького районного комітету КП(б)У Вінницької області. У 1950—1951 роках — 1-й секретар Тульчинського районного комітету КП(б)У Вінницької області.
У вересні (затв. у листопаді) 1951 — вересні 1952 року — секретар Вінницького обласного комітету КП(б)У.
У вересні 1952 — березні 1953 року — заступник голови виконавчого комітету Вінницької обласної ради депутатів трудящих.
У квітні (затв.) 1953 — листопаді 1954 року — 2-й секретар Вінницького обласного комітету КПУ. У листопаді 1954 — 1957 року — секретар Вінницького обласного комітету КПУ.
У січні 1957 — січні 1963 року — 1-й секретар Вінницького міського комітету КПУ.
У січні 1963 — грудні 1964 року — секретар Вінницького сільського обласного комітету КПУ. У грудні 1964 — січні 1966 року — секретар Вінницького обласного комітету КПУ.
У січні 1966 — 6 грудня 1973 року — 2-й секретар Вінницького обласного комітету КПУ.
З 27 грудня 1973 року — голова Вінницького обласного комітету народного контролю.
Потім — на пенсії.

## Родина
Дід Олексія Фурмана, голови Вінницької обласної організації «Свобода».

## Нагороди
- орден «Знак Пошани»
- дві Почесні грамоти Президії Верховної Ради Української РСР (1963, 15.10.1965)
- медалі